# Lanzagranadas Tipo 87
El Tipo 87 (también conocido como QLZ87) es un lanzagranadas automático de 35 mm.

## Descripción
Es un arma automática con recarga accionada por gas y enfriada por aire, transportable por sus artilleros (12-20 kg) y con cantidades limitadas de munición. Puede disparar una variedad de granadas de 35 mm desde su tambor de 6, 9 o 12 granadas. El Tipo 87 es descrito por Norinco como "artillería miniatura de infantería". La granada de 35 mm puede perforar blindajes de hasta 80 mm de espesor, así como producir esquirlas que matan o hieren a 10 m del punto de impacto. El Tipo 87 puede dispararse montado sobre un trípode o apoyado sobre su bípode montado bajo el cañón. También puede ser montado a bordo de vehículos blindados o helicópteros. El lanzagranadas es capaz de atacar aeronaves que vuelan a baja altura, así como blancos terrestres.